# Tadeusz Kwast
Tadeusz Kwast (ur. 20 maja 1913 w Warszawie, zm. 1 kwietnia 1988 w Warszawie) - Polski siatkarz Polonii Warszawa brat Wiktora i Stanisława.
Absolwent Wyższej Szkoły Handlowej. W latach 1932-1938 był zawodnikiem Polonii Warszawa. 
W 1936 zdobył drugie miejsce w rozgrywkach o puchar Polskiego Związku Gier Sportowych. W 1937 zdobył mistrzostwo polski w siatkówce a w 1938 zdobył 3. miejsce. 
We wrześniu 1939 walczył w obronie Warszawy, uniknął niewoli, okres okupacji niemieckiej spędził w Warszawie. Po upadku powstania warszawskiego wywieziony na roboty do Niemiec, wrócił w 1945 roku. Po zakończeniu wojny pracował w Moskwie w Biurze Radcy Handlowego Ambasady PRL Został pochowany na Cmentarzu Wojskowym na Powązkach.

## Odznaczenia
- Medal 10-lecia Polski Ludowej (1955)[2]